# Dieter Schiffmann
Dieter Schiffmann (* 30. Juni 1948 in Frankenthal) ist ein deutscher Politiker (SPD).

## Leben und Beruf
Nach dem Abitur 1967 studierte Schiffmann Geschichte, Geographie und politische Wissenschaften an der Universität Mannheim. Von 1974 bis 1987 war er an der Uni Mannheim wissenschaftlicher Angestellter und promovierte 1981. 2005–2013 war er Leiter der Landeszentrale für politische Bildung Rheinland-Pfalz. Schiffmann ist verheiratet und hat drei Kinder.

## Politik
Schiffmann trat 1967 der SPD bei. 1974 wurde er Mitglied des Stadtrats von Frankenthal, in dem er 1991 zum Fraktionsvorsitzenden gewählt wurde. Von 1990 bis 1995 war er Vorsitzender des Frankenthaler SPD-Stadtverbands. 1987 wurde er als Abgeordneter in den rheinland-pfälzischen Landtag gewählt, dem er bis zu seiner Mandatsniederlegung 2005 fast vier Legislaturperioden angehörte. Im Landtag war er Vorsitzender des Ausschusses für Europafragen und stellvertretender Vorsitzender der SPD-Fraktion.
2005–2013 war Schiffmann Mitglied im Stiftungskuratorium der Fridtjof-Nansen-Akademie für politische Bildung im Weiterbildungszentrum Ingelheim. Er ist stellvertretender Vorsitzender des Trägervereins der Friedensakademie Rheinland-Pfalz e.V.
Sein Vorlass ist im Stadtarchiv Frankenthal überliefert.